# راي فيليبس (موسيقي)
راي فيليبس (بالإنجليزية: Ray Phillips)‏ هو موسيقي بريطاني، ولد في 1 مارس 1949 في كارديف في المملكة المتحدة.

## وصلات خارجية
- الموقع الرسمي
- راي فيليبس على موقع ميوزك برينز (الإنجليزية)
- راي فيليبس على موقع أول ميوزيك (الإنجليزية)
- راي فيليبس على موقع ديسكوغز (الإنجليزية)